# 森林城 (密西西比州)
福雷斯特（英語：Forest）是一個位於美國密西西比州斯科特縣的城市。根據2010年美國人口普查，該地共人口5,684人，而該地的面積約為33.80平方千米。同時該地也是斯科特縣的縣治。

## 地理
福雷斯特的座標為32°21′49″N 89°28′31″W / 32.36361°N 89.47528°W，而該地的平均海拔高度為145米（即476英尺）。